# Чикасо (округ, Айова)
Чи́касо (англ. Chickasaw County) — округ в США, штате Айова. На 2000 год численность населения составляла 13 095 человек. По оценке бюро переписи населения США в 2009 году население округа составляло 12 017 человек. Окружным центром является город Нью-Хамптон.

## История
Округ Чикасо был сформирован 15 января 1851 года.

## География
Согласно данным Бюро переписи населения США площадь округа Чикасо составляет 1307 км².

### Основные шоссе
- Шоссе 18
- Шоссе 63
- Шоссе 218
- Автострада 24
- Автострада 27
- Автострада 346

### Соседние округа
- Хауард  (север)
- Уиннешик  (северо-восток)
- Фейетт  (юго-восток)
- Бример  (юг)
- Батлер  (юго-запад)
- Флойд  (запад)
- Митчелл  (северо-запад)

## Демография
По данным переписи населения 2000 года в округе проживало 13 095 жителей. Среди них 24,4 % составляли дети до 18 лет, 17,8 % люди возрастом более 65 лет. 49,8 % населения составляли женщины.
Национальный состав был следующим: 98,4 % белых, 0,1 % афроамериканцев, 0,1 % представителей коренных народов, 0,6 % азиатов, 1,5 % латиноамериканцев. 0,8 % населения являлись представителями двух или более рас.
Средний доход на душу населения в округе составлял $18237. 10,4 % населения имело доход ниже прожиточного минимума. Средний доход на домохозяйство составлял $42814.
Также 83,4 % взрослого населения имело законченное среднее образование, а 12,2 % имело высшее образование.